# Arnavut ciğeri

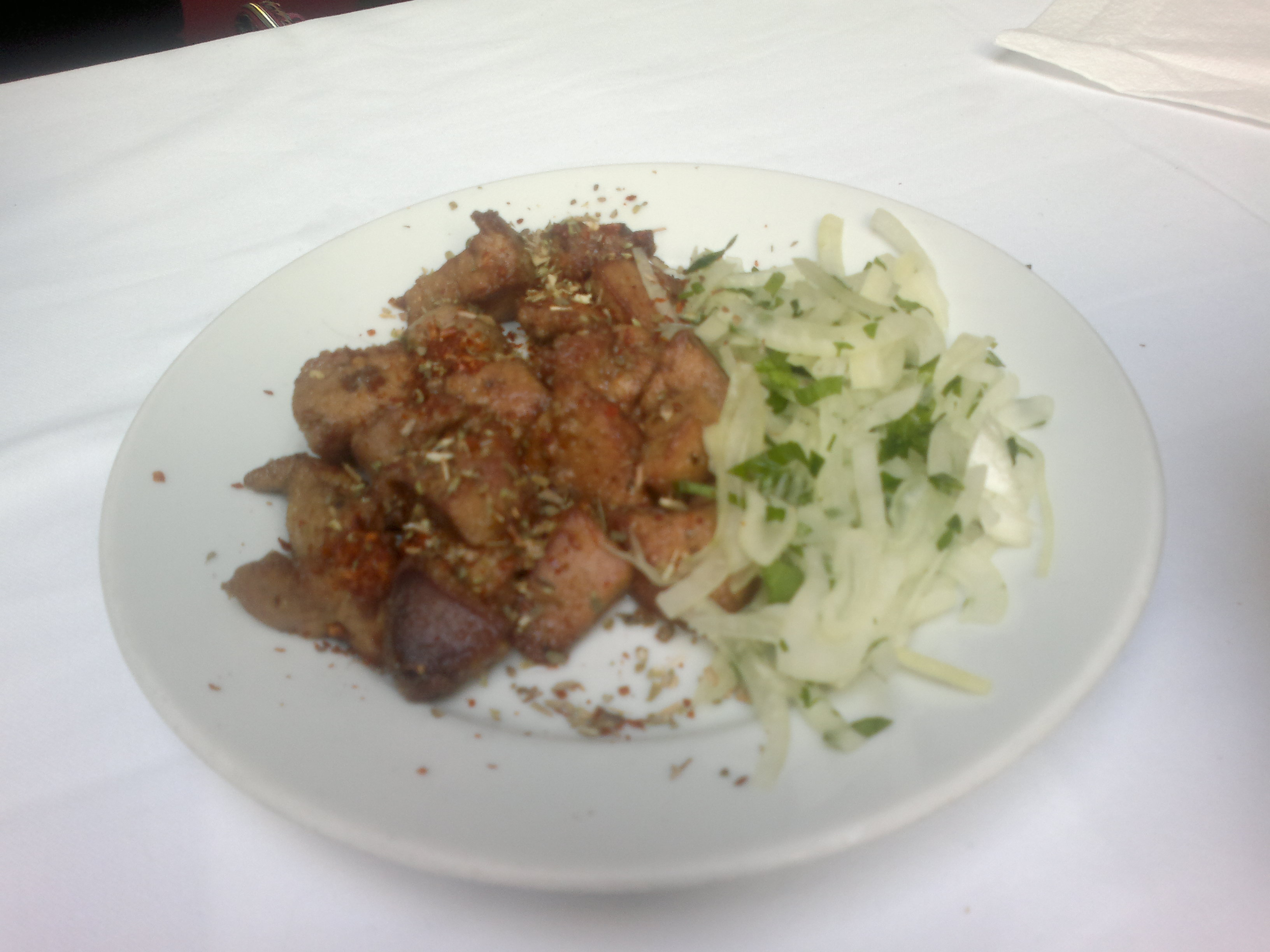
Albanische Leber

Arnavut ciğeri (tr. für „albanische Leber“) ist ein türkisches Gericht aus in Öl gebratenen Lamm- oder Kalbsleberwürfeln gewürzt mit scharfer Paprika, welches traditionell mit Zwiebeln und Petersilie serviert wird. Das Wort Arnavut (Albanisch) ist der Namensgeber verschiedener Gerichte der Istanbuler Küche, obwohl die Arnavut ciğeri im heutigen Staat Albanien selbst völlig unbekannt ist. Die albanische Leber ist oft Teil der meze im Rahmen einer sofra.
Das Arnavut ciğeri entstand im 15. Jahrhundert im Zuge der Balkankriege der Osmanen in Rumelien. Aus dem Balkan ins osmanische Anatolien reisende Menschen übten Einfluss auf diese Region aus: Albaner dienten oft als reisende Verkäufer von roher Leber. Im späten 17. Jahrhundert fielen die Albaner dem Reisenden Evliya Çelebi dadurch auf, dass sie überproportional oft als Metzger in Istanbul arbeiteten. Sie entstammten aus den toskischen Regionen um Ohrid, Korça und Hurupişte (heute Argos Orestiko in Griechenland) und verkauften Lammfleischprodukte wie Leber, Herz und Niere. Das Gericht Arnavut ciğeri wurde zu osmanischen Zeiten ein Teil der türkischen Küche; die Osmanen assimilierten die kulinarischen Traditionen, Kochpraktiken und Bräuche der Menschen, die sie antrafen, schnell – darunter der Armenier, der Griechen, der Tscherkessen, der Kurden, der Araber und eben auch der Albaner, wie es das Beispiel des Arnavut ciğeri zeigt.